# Corina-Isabela Peptan
Corina-Isabela Peptan (ur. 17 marca 1978) – rumuńska szachistka, arcymistrzyni od 1995, posiadaczka męskiego tytułu mistrza międzynarodowego od 1998 roku.

## Kariera szachowa
Należy do grona najbardziej utytułowanych rumuńskich szachistek. Już będąc nastoletnią juniorką awansowała do ścisłej krajowej czołówki, w wieku 13 lat zdobywając swój pierwszy tytuł mistrzyni Rumunii. Łącznie w latach 1991–2014 w finałowych turniejach zdobyła 15 medali, w tym 10 złotych, 2 srebrne i 3 brązowe. Pomiędzy 1992 a 2008 r. ośmiokrotnie (w tym 4 razy na I szachownicy) wystąpiła na szachowych olimpiadach, zdobywając 2 srebrne medale za wyniki indywidualne (1994 – na III szachownicy, 2004 – na II szachownicy). Była również sześciokrotną (w latach 1992–2009) reprezentantką Rumunii na drużynowych mistrzostwach Europy, w 1997 r. zdobywając wraz z zespołem medal srebrny, a w 1999 r. – brązowy.
Jest multimedalistką mistrzostw świata i Europy juniorek: czterokrotnie złotą (1988 – MŚ do 10 lat, 1990 – MŚ do 12 lat, 1991 – MŚ do 14 lat, 1995 – MŚ do 18 lat) i srebrną (1992 – MŚ do 14 lat, 1992 – ME do 14 lat, 1993 – ME do 16 lat, 1996 – MŚ do 20 lat) oraz pięciokrotnie brązową (1989 – MŚ do 12 lat, 1991 – ME do 14 lat, 1994 – ME do 16 lat, 1995 – MŚ do 20 lat, 1996 – MŚ do 18 lat).
W latach 2000, 2001 i 2004 trzykrotnie startowała w pucharowych turniejach o mistrzostwo świata, najlepszy wynik osiągając w 2000 r. w New Delhi, gdzie po pokonaniu m.in. Mai Cziburdanidze i Nany Ioseliani awansowała do IV rundy (najlepszej ósemki mistrzostw), w której po dogrywce przegrała z Qin Kanying.
Do sukcesów Corin Peptan w innych turniejach międzynarodowych należą:
- dz. I m. w otwartym turnieju w Timisoarze (1995),
- dz. I m. w Belgradzie (1995, wspólnie z Swietłaną Prudnikową i Antoanetą Stefanową),
- III m. w męskim arcymistrzowskim turnieju Credis w Biel/Bienne (1996, za Ianem Rogersem i Christopherem Lutzem, przed m.in. Josephem Gallagherem, Emilem Sutowskim i Danielem Camporą),
- dz. II m. w kolejnym męskim arcymistrzowskim turnieju w Lublanie (1997, za Suatem Atalikiem, wspólnie z Dusko Pavasoviciem, przed m.in. Milanem Vukiciem, Igorem Jefimowem i Ivanem Farago),
- I m. w Kiszyniowie (1998, przed m.in. Jekateriną Kowalewską, Ildiko Madl i Almirą Skripczenko),
- I m. w Ostrawie (1999, turniej strefowy),
- dz. III m. w Wiśle (1999, za Swietłaną Matwiejewą i Martą Zielińską, wspólnie z m.in. Moniką Soćko, Viktoriją Čmilytė i Naną Ioseliani),
- I m. w Benasque (2001),
- dz. I m. w Timisoarze (2002, wspólnie z Dejanem Pavloviciem),
- VII m. w indywidualnych mistrzostwach Europy w Warnie (2002)[5],
- I m. w Braile (2008, memoriał Marii Albuleț).

Najwyższy ranking w karierze uzyskała 1 lipca 2003 r., z wynikiem 2485 punktów zajmowała wówczas 8. miejsce na światowej liście FIDE, jednocześnie zajmując 1. miejsce wśród rumuńskich szachistek.